# Храм Мучеников Адриана и Наталии в Бабушкине
Храм Мучеников Адриана и Наталии в Бабушкине — православный храм в Ярославском районе Москвы. Относится к Сергиевскому благочинию Московской (городской) епархии Русской православной церкви. Главный престол освящён в честь святых мучеников Адриана и Наталии Никомидийских, приделы — в честь иконы Божией Матери «Нечаянная Радость» и блаженного Василия Московского.
Построен в неорусском стиле Сергеем Ильинским по проекту Владимира Глазова в 1914—1916 годах, регулярные богослужения начались в 1916 году. Никогда не закрывался. В храме служили священномученики Владимир Моринский и Григорий Самарин. В конце 1930-х — начале 1940-х годов несколько лет принадлежал обновленцам, затем вернулся в Патриаршую церковь.
На территории храма находятся крестильная церковь в честь святых праведных Иоакима и Анны и водосвятная часовня Иоанна Крестителя. К церкви Адриана и Наталии приписан храм-часовня в честь преподобного Сергия Радонежского на улице Малыгина.

## История
В 1913 году жители посёлков Торговых служащих, Дубняки и Красная Сосна подали прошение в Московскую духовную консисторию о разрешении построить новый храм. Деньги на строительство (15 тысяч рублей) пожертвовал потомственный почётный гражданин, купец первой гильдии Александр Иванов. Собственную землю под храм (1736 кв. саженей) в посёлке Лосиноостровском рядом со станцией Лосиноостровская Ярославской железной дороги выделил крестьянин Серпуховского уезда Московской губернии Сергей Карпов.
В январе 1914 года Московская духовная консистория утвердила строительный комитет в составе упомянутых благотворителей, священника Михаила Преферансова, трёх мещан, отставного полковника и семи крестьян. В июне того же года консистория постановила разрешить строительство. Посвящение храма мученикам Адриану и Наталии было выбрано по инициативе Александра Иванова, который жил в Мещанской слободе рядом с другим храмом в честь этих святых.
Закладка состоялась 22 июня (5 июля) 1914 года. В этот день был совершён крестный ход из церкви Тихвинской иконы Божией Матери в селе Алексеевском. Проект здания разработали архитектор Владимир Глазов и инженер С. М. Фоминский, строительными работами руководил архитектор Сергей Ильинский. Сначала стройка шла быстро, но начавшаяся Первая мировая война совершенно прекратила поток пожертвований, и некоторое время храм стоял без кровли и купола. По воспоминаниям прихожан, в это время строительство поддержал настоятель Покровского собора на Красной площади протоиерей Иоанн Восторгов, нашедший необходимую сумму для его завершения. Строительные работы были закончены в начале 1916 года.
2 (15) апреля 1916 года главный престол во имя мучеников Адриана и Наталии освятил протоиерей Иоанн Восторгов. С этого дня богослужения в храме не прерывались. Южный придел иконы Божией Матери «Нечаянная Радость» освятил 21 августа (3 сентября) 1916 года епископ Можайский Димитрий (Добросердов). Северный придел во имя блаженного Василия Московского (согласно рассказам прихожан, это посвящение было выбрано по просьбе отца Иоанна Восторгова), сооружённый усердием благотворителя В. А. Боброва, освятил 18 сентября (1 октября) 1916 года благочинный 6-го округа Московского уезда священник Василий Городецкий.
5 мая 1922 года в храме работала Московская уездная комиссия по изъятию церковных ценностей, которая изъяла 25 серебряных предметов общим весом 14 кг.
27 июля 1924 года Божественную литургию в храме совершил Патриарх Московский и всея России Тихон.
17 августа 1925 года посёлок Лосиноостровский был преобразован в город Лосиноостровск, а в 1939 году — переименован в Бабушкин в память о полярном лётчике Михаиле Бабушкине.
В 1931—1935 годах в храме служил диакон Григорий Самарин, а в 1934—1935 годах — священник Владимир Моринский, которые сегодня прославлены как новомученики.
Как минимум с ноября 1936 года по декабрь 1943 года храм принадлежал обновленцам. Тогдашний настоятель, протоиерей Михаил Кузнецов, занимал должность благочинного приходов Москвы и Московской области и считался кандидатом на место обновленческого епископа, но вернулся в Патриаршую церковь и с перерывами служил в храме до своей кончины в 1967 году. За время его настоятельства были пристроены боковые входы, деревянные полы заменены на каменные, после Великой Отечественной войны вокруг церкви посажены липы и множество цветов. Отец Михаил организовал хор из 12 человек и ревностно проповедовал. Храм часто посещали высокие церковные гости.
В августе 1960 года, после открытия Московской кольцевой автомобильной дороги, город Бабушкин вошёл в состав Москвы, а храм оказался в её границах. Многие москвичи приезжали сюда креститься, так как здесь от них не требовали предъявить документы и не сообщали о крестинах на работу, что было распространённой практикой советского времени.
В позднесоветские годы благодаря трудам настоятеля протоиерея Владимира Соколова выполнена роспись стен в храме, построены просфорня, склад, помещения для отдыха и трапезная для духовенства. К 1000-летию Крещения Руси обновлена и расписана комната для крещения. Отец Владимир был помощником и другом Патриарха Московского и всея Руси Пимена, который неоднократно возглавлял богослужения в церкви.
При его преемнике протоиерее Николае Дятлове открыта воскресная школа, к западу от храма возведена небольшая звонница. В 2000—2003 годах на территории церкви построен крестильный храм праведных Иоакима и Анны, в 2005—2007 годах — часовня пророка Иоанна Предтечи для освящения воды. В 2014 году во дворе поставлен поклонный крест в память о священномучениках Владимире Моринском, Григории Самарине и всех пострадавших в годы гонений за веру. В 1999 году к храму приписана часовня преподобного Сергия Радонежского на улице Малыгина, которая в 2016 году перестроена в церковь.
В 2017 году храм стал центром Сергиевского благочиннического округа.

## Устройство
Эклектичная архитектура здания выдержана в формах неорусского стиля с использованием элементов как византийского, так и древнерусского зодчества. Компактная и пропорционально уравновешенная композиция памятника складывается из собственно храма, представляющего собой низкую купольную ротонду византийского типа на четверике с полукруглой в плане апсидой, двух симметричных приделов по сторонам и притвора с крыльцом на западном фасаде. Обращение к мотивам псковской архитектуры проявилось в форме щипцовых завершений боковых фасадов приделов и особенно — в трактовке высокого второго этажа притвора, изначально построенного как звонница псковского типа, увенчанная тремя луковичными главками (по назначению не используется с 1960-годов, когда в рамках хрущёвской антирелигиозной кампании колокольный звон был ограничен). Особенностью здания является подземный ход для священнослужителей с храмового двора в алтарь.
Интерьер церкви решён как единое четырёхстолпное пространство, освещённое высокими арочными окнами. В западной части храма устроены хоры. В храме сохранилось большинство черт внутреннего убранства начала XX века, к тому же времени относятся здания сторожки и дома причта.
Церковь расположена на открытом пространстве в окружении современной многоэтажной застройки и хорошо видна при проезде по Ярославскому шоссе, к которому обращена восточным фасадом. Ограда церковного участка построена в первой половине XX века и обновлена в конце 2000-х годов.

## Святыни
В церкви находится более 80 святынь, включая икону мучеников Адриана и Наталии с частицами мощей, единственный в Москве список с Новодворской иконы Божией Матери, список с редкой Трубчевской иконы Божией Матери, деревянное Распятие работы школы Виктора Васнецова, а также ковчежцы с частицами мощей. Мощи святых и частицы других чтимых предметов в течение многих лет собирал по всему миру протоиерей Николай Дятлов. В 1997 году он передал их церкви, в которой к тому моменту прослужил более 20 лет.

## При храме

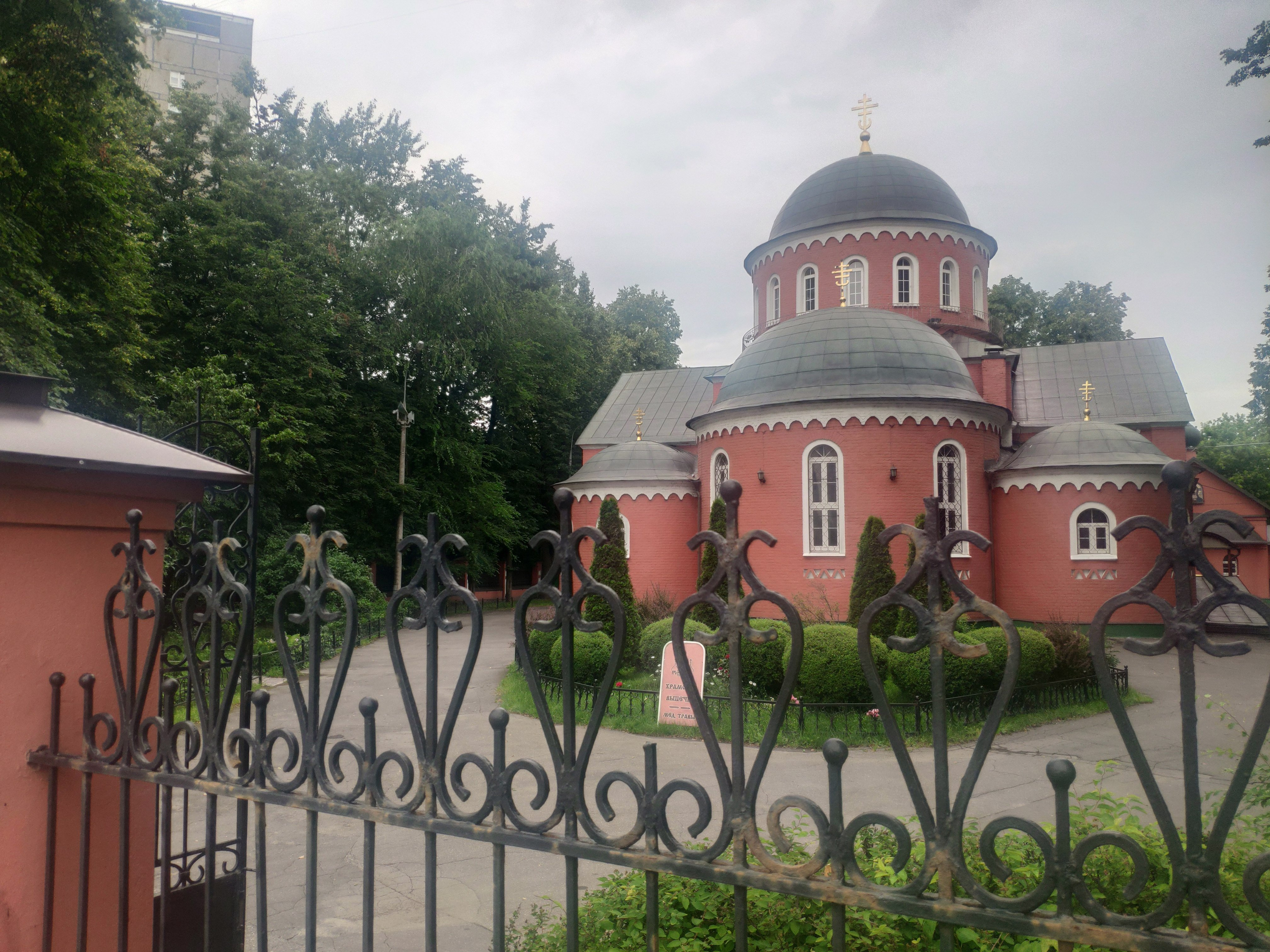

При храме действуют семейный клуб, молодёжная группа, проходят встречи в рамках программы «Московское долголетие».

### Воскресная школа
В 1992 году при храме была открыта воскресная школа для детей, в которой обучали основам Закона Божия и церковного пения. На май 2023 года в школе работают три группы: начальной ступени, основной ступени и для взрослых.
В группе начальной ступени основным предметом является Закон Божий, в группе основной ступени — Священное Писание Ветхого и Нового Заветов, Основы православного вероучения, Литургика, История Христианской Церкви, История Русской Церкви, Христианская этика. В группе для взрослых занятия проходят по программе «Введение в православие».
Занятия ведут клирики и прихожане храма. Школа работает с сентября по май в помещении часовни Иоанна Крестителя. Запись в группы проходит в сентябре, точное расписание собеседований, как и регулярных занятий, объявляется в начале этого месяца.

## Настоятели
- протоиерей Николай Ильинский (26 ноября (9 декабря) 1916[34][35] — июнь 1931(?)[36][35])
- священник Владимир Моринский (?) (август 1934 — 1 апреля 1935)[37]
- протоиерей Михаил Кузнецов (6 ноября 1936[11] — 3 февраля 1949[8][38])
- протоиерей Николай Реформатский (?) (1949—1950)[39]
- архимандрит Леонид (Лобачев) (25 мая 1950 — 4 января 1951)[39]
- протоиерей Феодор Божанов (10 января 1951[40] — 1955)[41]
- протоиерей Николай Синьковский (17 февраля 1955 — 18 марта 1955)[42]
- протоиерей Михаил Кузнецов (май 1957 — 29 апреля 1967)[8][38]
- протоиерей Владимир Соколов (1967[15] — июль 1991[43][44])
- протоиерей Николай Дятлов (июль 1991[44] — 28 сентября 2017[45])
- протоиерей Анатолий Алефиров (с 28 сентября 2017[46])

## Духовенство сегодня
- протоиерей Анатолий Алефиров[47]
- протоиерей Николай Крикота[47]
- протоиерей Георгий Ланкин[47]
- священник Феодор Сидоров[47]
- священник Сергий Осипов[47]
- священник Георгий Мицинский[47]
- диакон Олег Королёв[47]
- диакон Георгий Муратов[47]